# محمودة
المَحْمُودَة  أو السَّقَمُونِيَا وهو نوع من اللبلاب يتبع الفصيلة المحمودية وهي من أهم أنواع اللبلاب المتعثر تدريجاً.